# Pak Nam-chol (ur. 1988)
Pak Nam-chol (ur. 3 października 1988 w Pjongjangu) – północnokoreański piłkarz występujący na pozycji obrońcy w klubie Amrokgang.

## Kariera
Pak Nam-chol od początku swojej kariery związany jest z klubem Amrokgang. W 2009 roku zadebiutował w reprezentacji Korei Północnej. Został powołany do kadry na Mistrzostwa świata 2010.